# Чешиці
Чешиці (пол. Czeszyce) — село в Польщі, у гміні Крошниці Мілицького повіту Нижньосілезького воєводства.
Населення — 135 осіб (2011).
У 1975-1998 роках село належало до Вроцлавського воєводства.

## Демографія
Демографічна структура станом на 31 березня 2011 року:
|          | Загалом | Допрацездатний вік | Працездатний вік | Постпрацездатний вік |
| -------- | ------- | ------------------ | ---------------- | -------------------- |
| Чоловіки | 65      | 16                 | 41               | 8                    |
| Жінки    | 70      | 20                 | 39               | 11                   |
| Разом    | 135     | 36                 | 80               | 19                   |